# Museu da Evolução (Uppsala)

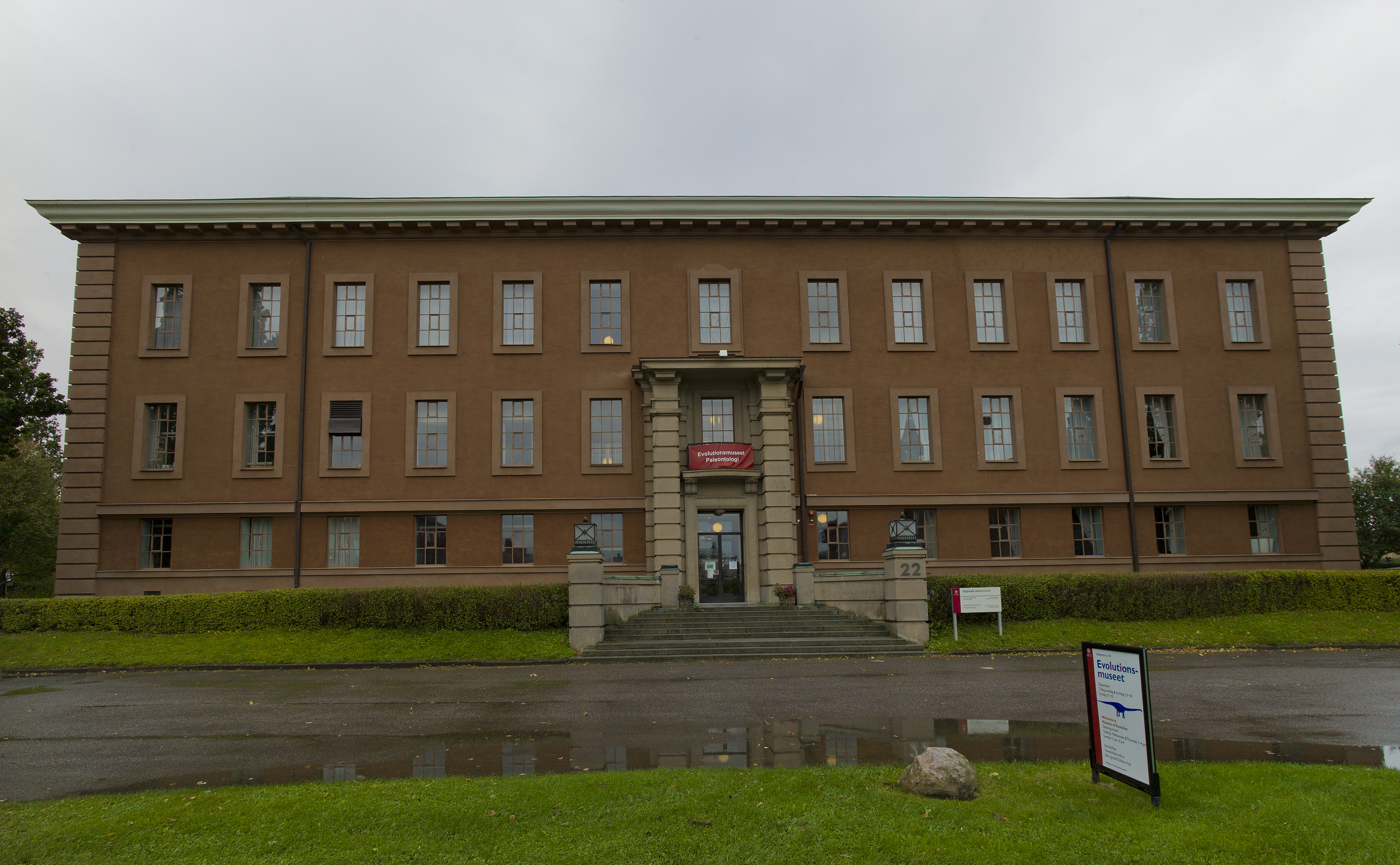
O Museu da Evolucão - Edifício Paleontologen

O Museu da Evolução (em sueco:Evolutionsmuseet) é um museu de história natural da cidade sueca de Uppsala, na província histórica da Uppland.

## Património do museu
O museu alberga uma vasta colecão de animais, plantas e fósseis – cerca de 5 milhões de exemplares, com destaque para o maior conjunto de esqueletos de dinossauro dos países nórdicos. 

## Galeria

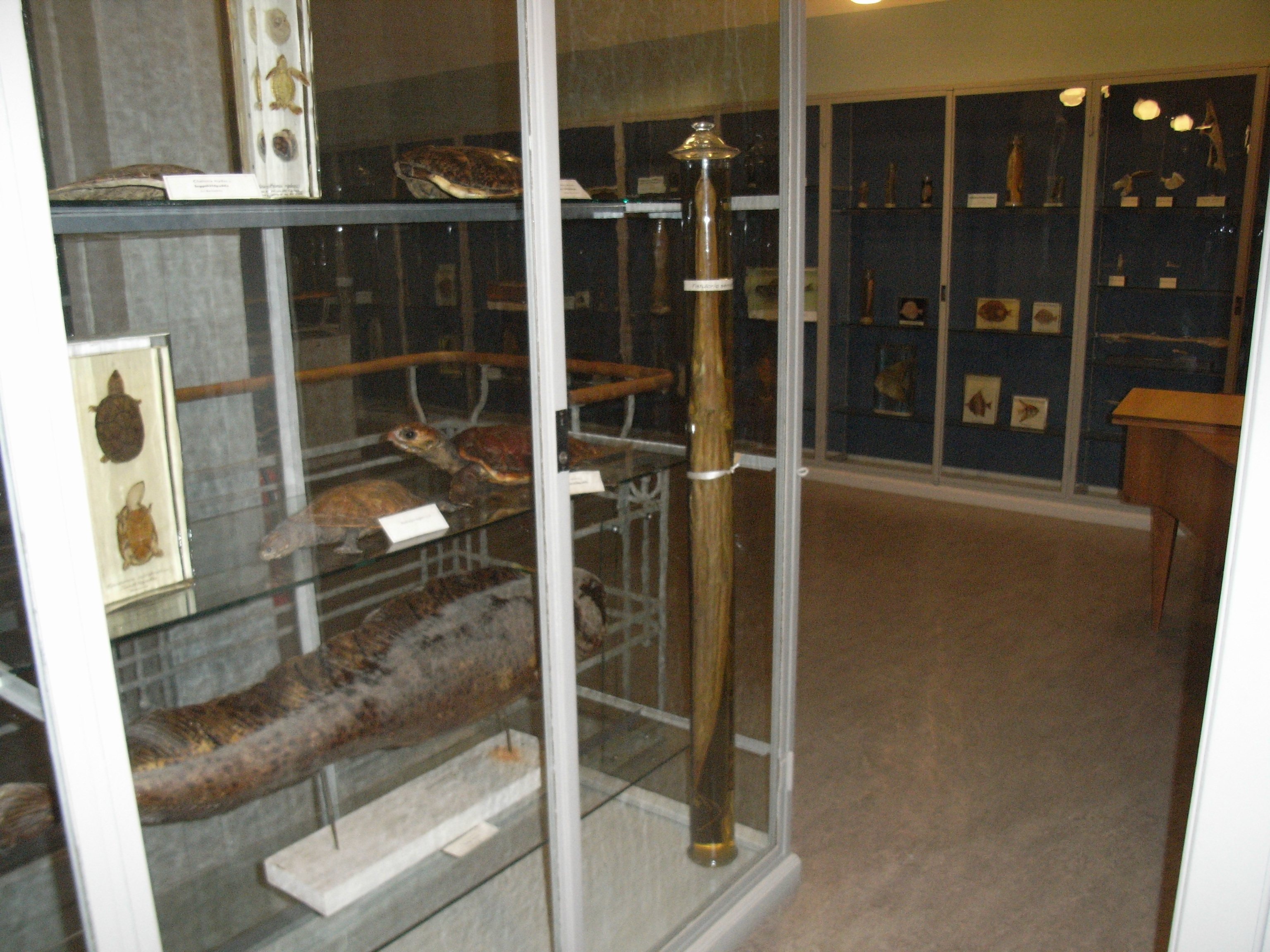
Interior do museu
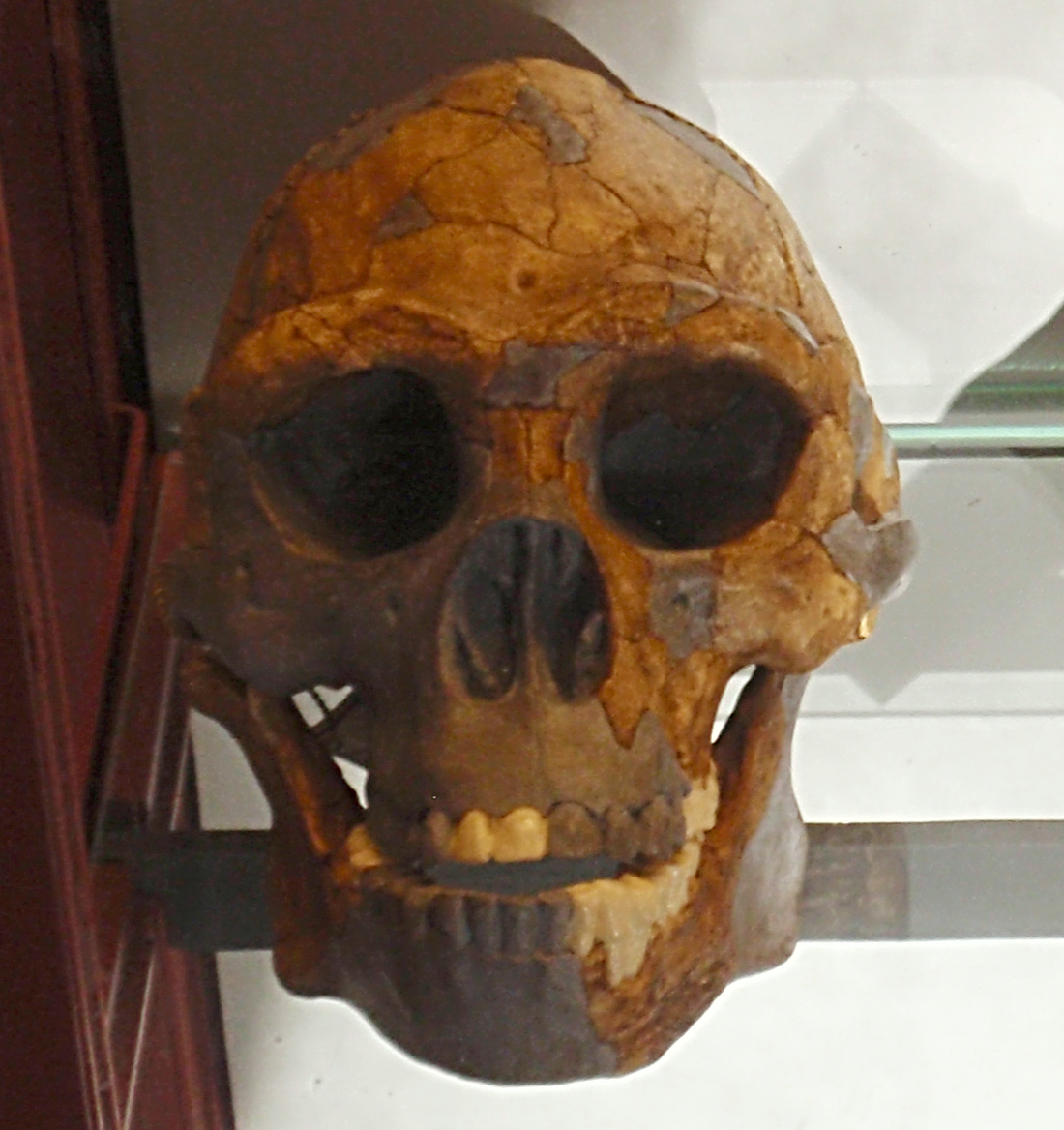
Crânio de Homo erectus
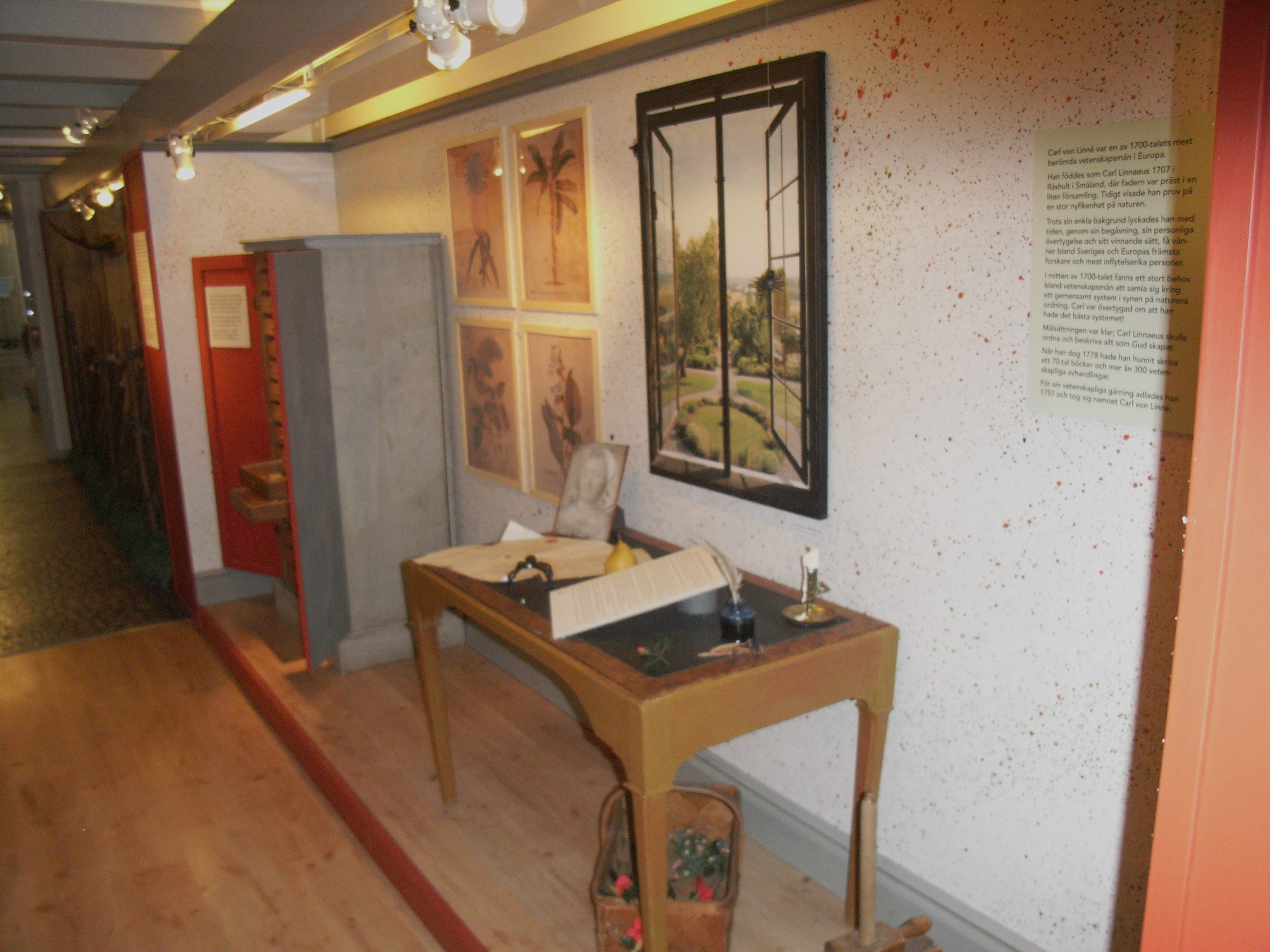
Gabinete da época de Lineu
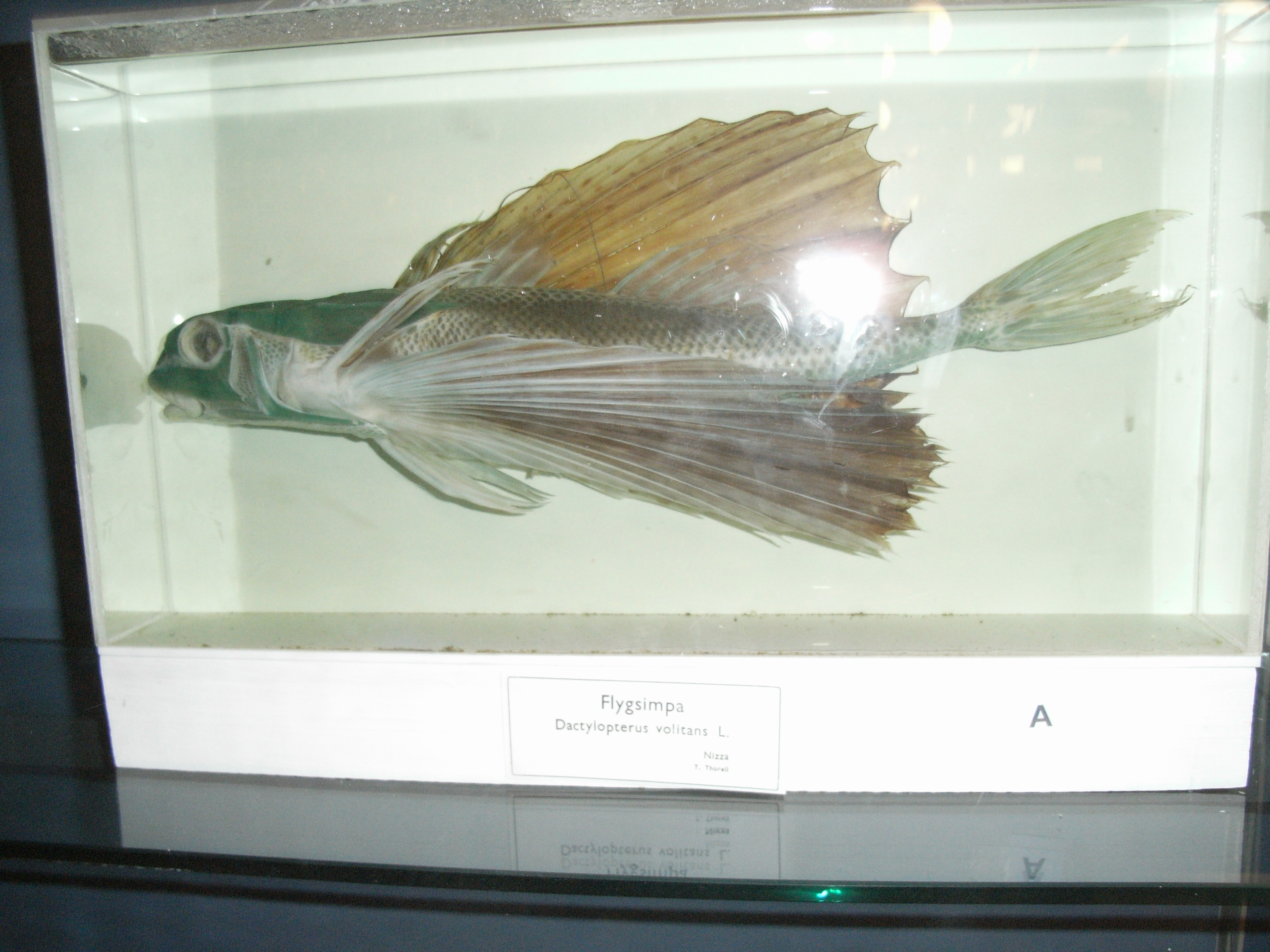
Peixe voador